# إدموند ويلسون (كاتب)
إدموند ويلسون (بالإنجليزية: Edmund Wilson)‏ (8 مايو 1895 - 12 يونيو 1972) كان كاتبًا وناقدًا أدبيًا أمريكيًا، بحث في المواضيع الفرويدية والماركسية. أثر ويلسون على العديد من الكتاب الأمريكيين، بمن فيهم فرنسيس سكوت فيتسجيرالد، الذي حرر له عمله غير المكتمل تمهيدًا لنشره. أثمرت خططه لإنشاء سلسلة المكتبة الأمريكية للأعمال الوطنية الكلاسيكية الأدبية بجهود من جايسون إبستاين بعد وفاة ويلسون.

## نشأته
وُلد ويلسون في ريد بانك، نيوجيرسي. والدته هيلين ماثر (كيمبال قبل الزواج) ووالده إدموند ويلسون سينيور كان محاميًا شغل منصب النائب العام لولاية نيوجيرسي. التحق ويلسون بمدرسة هيل، وهي مدرسة داخلية تحضيرية للجامعة في بوتستاون، بنسلفانيا، وتخرج في عام 1912. أثناء دراسته في هيل شغل ويلسون منصب رئيس التحرير لمجلة المدرسة الأدبية، ذا ريكورد. من عام 1912 إلى عام 1916، تلقى تعليمه في جامعة برنستون. بدأ ويلسون مسيرته في الكتابة المهنية كمراسل لصحيفة ذا صن الأمريكية، وخدم في الجيش مع مستشفى القاعدة 36 في ديترويت، ميشيغان، ثم عمل مترجمًا خلال الحرب العالمية الأولى. أُدرج اسم منزل أسرته الصيفي في تالكوتفيل، نيويورك، المعروف باسم إدموند ويلسون هاوس في السجل الوطني للأماكن التاريخية في عام 1973.

## سيرته المهنية
شغل ويلسون منصب مدير التحرير في مجلة فانتي فير لعامي 1920 و1921، ثم عمل لاحقًا كمحرر مشارك في مجلة ذا نيو ريببلك، وناقد أدبي في مجلة النيويوركر ومجلة نيويورك ريفيو أوف بوكس. أثرت أعماله على الروائيين أبتون سنكلير، وجون دوس باسوس، وسنكلير لويس، ولويد ديل، وثيودور درايزر. عمل أيضًا في لجنة ديوي، التي أُعدت لتقييم التهم التي أدت إلى نفي ليون تروتسكي. كتب ويلسون المسرحيات والقصائد والروايات، لكن تأثيره الأكبر كان في مجال النقد الأدبي.
كان كتابه قلعة أكسيل: دراسة في الأدب الخيالي لأعوام 1870-1930 (1931) بمثابة مسح شامل للرمزية. غطى الكتاب كلًا من آرثر رامبو، وأوغست دو فيليي دو ليل-أدام (مؤلف كتاب آكسيل)، وويليام بتلر ييتس، بول فاليري، تي. إس. إليوت، ومارسيل بروست، وجيمس جويس، وجيرترود ستاين.
درس ويلسون في كتابه إلى محطة فنلندا (1940)، مسار الاشتراكية الأوروبية، منذ اكتشاف جولس ميشليه في عام 1824 لأفكار فيكو التي تُوجت في عام 1917 بوصول فلاديمير لينين إلى محطة سانت بطرسبرغ الفنلندية لقيادة البلاشفة في الثورة الروسية.
في مقال حول عمل لكاتب الرعب هوارد فيليبس لافكرافت، «حكايات مارفيلوس والسخفاء» (مجلة النيويوركر، نوفمبر 1945، جمعت لاحقًا في الكلاسيكيات والإعلانات)، أدان ويلسون حكايات لافكرافت ووصفها بأنها «أعمال بسيطة».
عُرف عن ويلسون أيضًا انتقاده الشديد لعمل جون رونالد تولكين «سيد الخواتم»، الذي وصفه بـ«سلة مهملات الأحداث»، قائلًا: «لا يملك الدكتور تولكين أي مهارة تذكر في السرد ولا غريزة في الشكل الأدبي».
اهتم ويلسون بالثقافة الحديثة ككل، وذهبت العديد من كتاباته إلى ما هو أبعد من عالم النقد الأدبي البحت. يتضح من أعماله المبكرة تأثره الشديد بأفكار فرويد وماركس، ما يعكس اهتمامه العميق بعملهما.
مارس ويلسون الضغط لإنشاء سلسلة المكتبة الأمريكية للأعمال الوطنية الكلاسيكية الأدبية على غرار المكتبة الشعرية الفرنسية. في عام 1982، بعد عشر سنوات من وفاته، انطلقت سلسلة المكتبة الأمريكية. أدرجت كتابات ويلسون في المكتبة الأمريكية في مجلدين نُشرا في عام 2007.

## أعمال بارزة
من أهم أعماله:
- To the Finland Station
- Patriotic Gore.

## جوائز وترشيحات
حصل على جوائز منها:
- ميدالية إمرسون - ثورياو [الإنجليزية]‏ (1966)
- ميدالية لينيان (1928)
- زمالة غوغنهايم
- وسام الحرية الرئاسي.

ترشح لـ:
- جائزة نوبل في الأدب (1965)[22]
- جائزة نوبل في الأدب (1963)[22]
- جائزة الكتاب الوطني للأعمال الواقعية [الإنجليزية]‏، عن عمل: Patriotic Gore [الإنجليزية]‏ (1963)
- جائزة نوبل في الأدب (1961)[22]
- جائزة الكتاب الوطني للأعمال الواقعية [الإنجليزية]‏ (1956)
- جائزة الكتاب الوطني للأعمال الواقعية [الإنجليزية]‏ (1953).

## روابط خارجية
- إدموند ويلسون على موقع الموسوعة البريطانية (الإنجليزية)
- إدموند ويلسون على موقع مونزينجر (الألمانية)
- إدموند ويلسون على موقع قاعدة بيانات برودواي على الإنترنت (الإنجليزية)
- إدموند ويلسون على موقع إن إن دي بي (الإنجليزية)